# Julia Kykkänen
Julia Kykkänen (* 17. April 1994 in Lahti) ist eine finnische Skispringerin.

## Werdegang
Kykkänen, die bereits als Kind mit dem Skispringen begann und heute für den Verein Lahden Hiihtoseura startet, springt seit 2007 im Skisprung-Continental-Cup.
Ihr erstes Springen absolvierte sie am 12. August 2007 in Bischofsgrün. Sie beendete das Springen auf dem 46. Platz. Am 11. Dezember 2007 konnte sie mit Platz 27 auf der Normalschanze in Notodden erstmals COC-Punkte erreichen. Einen Tag später erreichte sie sogar den 17. Platz. In Zaō wurde sie ebenfalls 17. das waren ihre beiden besten Continental-Cup-Platzierungen in dieser Saison. In der Gesamtwertung belegte sie mit 42 Punkten den 43. Platz. Bei den Junioren-Weltmeisterschaften 2008 in Zakopane erreichte sie auf der Normalschanze den 32. Platz.
In der Saison 2008/09 waren ihre besten Ergebnisse zwei 18. Plätze in Sapporo. Bei den Junioren-Weltmeisterschaften 2009 in Štrbské Pleso wurde sie auf der Normalschanze 22. Kykkänen nahm an den Nordischen Skiweltmeisterschaften 2009 in Liberec teil und war damit die erste Skispringerin aus Finnland, die an internationalen Meisterschaften teilnahm. Sie erreichte trotz ihrer erst 14 Jahre beim Springen von der Normalschanze einen 26. Platz. Am Ende belegte sie mit 71 Punkten den 41. Platz der COC-Gesamtwertung.
In der Saison 2009/10 sprang Kykkänen erstmals regelmäßig im Continental Cup. Dabei erreichte sie bei ungefähr der Hälfte der Springen den 2. Durchgang. Ihr bestes Saisonergebnis war ein 11. Platz in Zaō. Bei der Junioren-WM in Hinterzarten belegte sie den 23. Rang. In der COC-Gesamtwertung belegte sie mit 86 Punkten den 30. Platz, was ihre bis dahin beste Platzierung darstellte.
2010/11 konnte Kykkänen erstmals regelmäßig den 2. Durchgang erreichen und belegte als bestes Saisonergebnis in Notodden sogar den 6. Rang. Sie nahm auch an der Junioren-WM 2011 in Otepää teil und wurde 17. Die gleiche Platzierung gelang ihr bei den Nordischen Skiweltmeisterschaften 2011 in Oslo. Insgesamt konnte sich Kykkänen leicht steigern, in der Gesamtwertung belegte sie mit 171 Punkten den 29. Platz.
Als in der Saison 2011/12 erstmals auch ein Weltcup im Skispringen für Damen ausgetragen wurde (einen Sommer-Grand-Prix gab es noch nicht) konnte sie im Sommer zunächst regelmäßig den 2. Durchgang erreichen. Zum Wintersaisonauftakt belegte sie beim COC in Rovaniemi den 6. Platz – ihr bestes Saisonergebnis. Beim allerersten Weltcupspringen für Damen am 3. Dezember 2011 in Lillehammer belegte sie den 14. Platz. Im WC war das zugleich auch ihr bestes Saisonergebnis und somit bis dato Kykkänens bestes überhaupt. Bei der Junioren-WM 2012 in Erzurum erreichte sie den 8. Platz. In der WC-Gesamtwertung wurde sie mit 80 Punkten 29.
Bei den Nordischen Skiweltmeisterschaften 2013 in Val di Fiemme belegte sie von der Normalschanze den zehnten Rang. Am 9. März 2013 gewann sie in Örnsköldsvik – punktgleich mit der Russin Irina Awwakumowa – zum ersten Mal ein Continental-Cup-Springen.
Im Dezember 2013 nahm sie an der Universiade in Predazzo teil. Im Einzelwettbewerb von der Normalschanze belegte sie den sechsten Rang und im Mixed-Teamwettbewerb holte sie zusammen mit Sami Niemi die Silbermedaille. Am 2. Februar 2014 sprang Kykkänen beim Weltcup im österreichischen Hinzenbach zum ersten Mal auf das Podest. Hinter Sara Takanashi und Daniela Iraschko-Stolz kam die Finnin auf den dritten Rang. Bei der Olympiapremiere des Damenskispringens in Sotschi belegte sie als einzige finnische Teilnehmerin Rang 17. Am 15. März 2014 konnte sie in Falun mit Platz drei erneut das Podest bei einem Weltcupspringen erreichen. Mit 429 Punkten beendete sie die Weltcup-Saison 2013/14 als Neunte in der Gesamtwertung.
In der Saison 2014/15 konnte sie die Ergebnisse der Vorsaison im Weltcup nicht mehr bestätigen. Ihre einzige Top-Ten-Platzierung war ein neunter Platz beim Saison-Finale auf der Großschanze in Oslo. Im Gesamtweltcup belegte sie den 24. Platz. Bei den Nordischen Skiweltmeisterschaften 2015 in Falun wurde sie im Einzelwettbewerb von der Normalschanze 23. und im Mixed-Teamwettbewerb belegte sie mit der finnischen Mannschaft den zehnten Rang. Auch in den beiden darauffolgenden Saisons 2015/16 und 2016/17 kam sie nicht an die Leistungen der Saison 2013/14 heran. Ihre beste Einzelplatzierung in diesen beiden Jahren blieb ein sechster Rang im Dezember 2015 in Nischni Tagil bei insgesamt vier Top-Ten-Platzierungen. Im Gesamtweltcup wurde sie 21. und 20. Bei den Nordischen Skiweltmeisterschaften 2017 in Lahti belegte sie Platz 19 im Einzel- und Platz 11 im Mixed-Teamwettbewerb.
Am 9. September 2017 erreichte sie zum ersten Mal das Podium im Sommer-Grand-Prix. In Tschaikowski wurde sie Zweite hinter Sara Takanashi. Im Februar 2018 nahm sie – wie schon 2014 als einzige finnische Skispringerin – an den Olympischen Winterspielen in Pyeongchang teil. Im Einzelwettbewerb von der Normalschanze belegte sie Platz 23. Bei den Weltmeisterschaften 2019 im österreichischen Seefeld in Tirol wurde sie mit dem finnischen Mixed-Team Elfte.
Bei den Weltmeisterschaften 2021 in Oberstdorf wurde sie mit dem finnischen Mixed-Team und der Frauenmannschaft jeweils Neunte. In den Einzelwettbewerben wurde sie von der Normalschanze 29. und von der Großschanze 21. Bei den Olympischen Winterspielen 2022 in Peking wurde sie im Einzelwettbewerb von der Normalschanze 27.

## Trivia
Julia Kykkänen spielt neben ihrer Skisprung-Karriere noch Fußball bei den Junioren des FC Reipas. Sie ist die Tochter des Skisprungtrainers Kimmo Kykkänen, der neben der Damennationalmannschaft auch die Junioren von Lahden Hiihtoseura betreut.

## Erfolge

### Continental-Cup-Siege im Einzel
| Nr. | Datum        | Ort          | Typ           |
| --- | ------------ | ------------ | ------------- |
| 1.  | 9. März 2013 | Örnsköldsvik | Normalschanze |

## Statistik

### Weltcup-Platzierungen
| Saison  | Platz | Punkte |
| ------- | ----- | ------ |
| 2011/12 | 29.   | 080    |
| 2012/13 | 37.   | 047    |
| 2013/14 | 09.   | 429    |
| 2014/15 | 24.   | 092    |
| 2015/16 | 21.   | 204    |
| 2016/17 | 20.   | 229    |
| 2017/18 | 25.   | 100    |
| 2018/19 | 29.   | 104    |
| 2019/20 | 41.   | 014    |
| 2020/21 | 33.   | 056    |
| 2021/22 | 30.   | 110    |
| 2022/23 | 41.   | 057    |
| 2023/24 | 27.   | 187    |
| 2024/25 | 31.   | 081    |

### Grand-Prix-Platzierungen
| Saison | Platz | Punkte |
| ------ | ----- | ------ |
| 2012   | 18.   | 044    |
| 2013   | 13.   | 124    |
| 2014   | 18.   | 024    |
| 2015   | 15.   | 091    |
| 2016   | 20.   | 029    |
| 2017   | 07.   | 151    |
| 2019   | 27.   | 017    |
| 2021   | 38.   | 033    |
| 2023   | 26.   | 052    |
| 2024   | 53.   | 006    |

### Continental-Cup-Platzierungen
| Saison  | Sommer | Sommer | Winter | Winter | Gesamt | Gesamt |
| Saison  | Platz  | Punkte | Platz  | Punkte | Platz  | Punkte |
| ------- | ------ | ------ | ------ | ------ | ------ | ------ |
| 2007/08 | –      | –      | –      | –      | 42.    | 043    |
| 2008/09 | –      | –      | –      | –      | 41.    | 071    |
| 2009/10 | –      | –      | –      | –      | 30.    | 086    |
| 2010/11 | –      | –      | –      | –      | 29.    | 171    |
| 2011/12 | –      | –      | –      | –      | 17.    | 099    |
| 2012/13 | –      | –      | –      | –      | 02.    | 240    |
| 2013/14 | 05.    | 074    | –      | –      | 17.    | 074    |
| 2014/15 | 05.    | 074    | –      | –      | 23.    | 074    |